# Salvador de Madariaga
Salvador de Madariaga, född 23 juli 1886 i La Coruna, död 14 december 1978 i Locarno, var en spansk diplomat och skribent, professor i spanska språket och litteraturen.

## Biografi
Salvador de Madariaga föddes 1886 i Spanien som son till en officer, och studerade enligt sin faders önskan i Paris till bergs- och maskiningenjör. Som sådan fick han 1911 anställning i norra Spanien. 1916 började han skriva artiklar i The Times, varmed han med tiden ägnade sig på heltid åt att skriva.
År 1921 blev han pressattaché vid Nationernas förbund i Genève, utnämndes året därpå till chef för dess nedrustningsavdelning, för att från 1928 inneha en professur i spanska språket och litteraturen vid Oxford University. Vid andra republiken i Spaniens utropande återvände han till hemlandet och inträdde i nationalförsamlingen, men blev strax utnämnd till ambassadör i Washington, D.C. och Paris. Från 1936 blev han Spaniens ambassadör vid Nationernas förbund. Vid spanska inbördeskrigets utbrott återvände han till Oxford, där han vid sidan av undervisningen förde en omfattande journalistisk verksamhet i kritik mot Francoregimen. Inte förrän efter Francos död återvände han till hemlandet. Efter andra världskriget var han en av dem som bildade College of Europe, och var även i andra hänseenden en våldsam förespråkare för ett enat Europa samt medlem av European Union of Federalists. Han bosatte sig sedermera i Schweiz, där han avled 1978.
Som författare har Madariaga ägnat sig åt Cervantes och Don Quijote, nationalpsykologi, den latinamerikanska historien samt skrivit liberalfilosofiska politiska skrifter.
1973 tilldelades Madariaga Karlspreis. Han var en av de konstitutionerande medlemmarna av Mont Pelerin Society.